# Gottlieben
Gottlieben (toponimo tedesco) è un comune svizzero di 323 abitanti del Canton Turgovia, nel distretto di Kreuzlingen.

## Geografia fisica
Gottlieben si affaccia sul lago di Costanza (Untersee).

## Storia
Fino al 1874 è stato capoluogo del distretto, poi divenuto distretto di Kreuzlingen.

## Monumenti e luoghi d'interesse

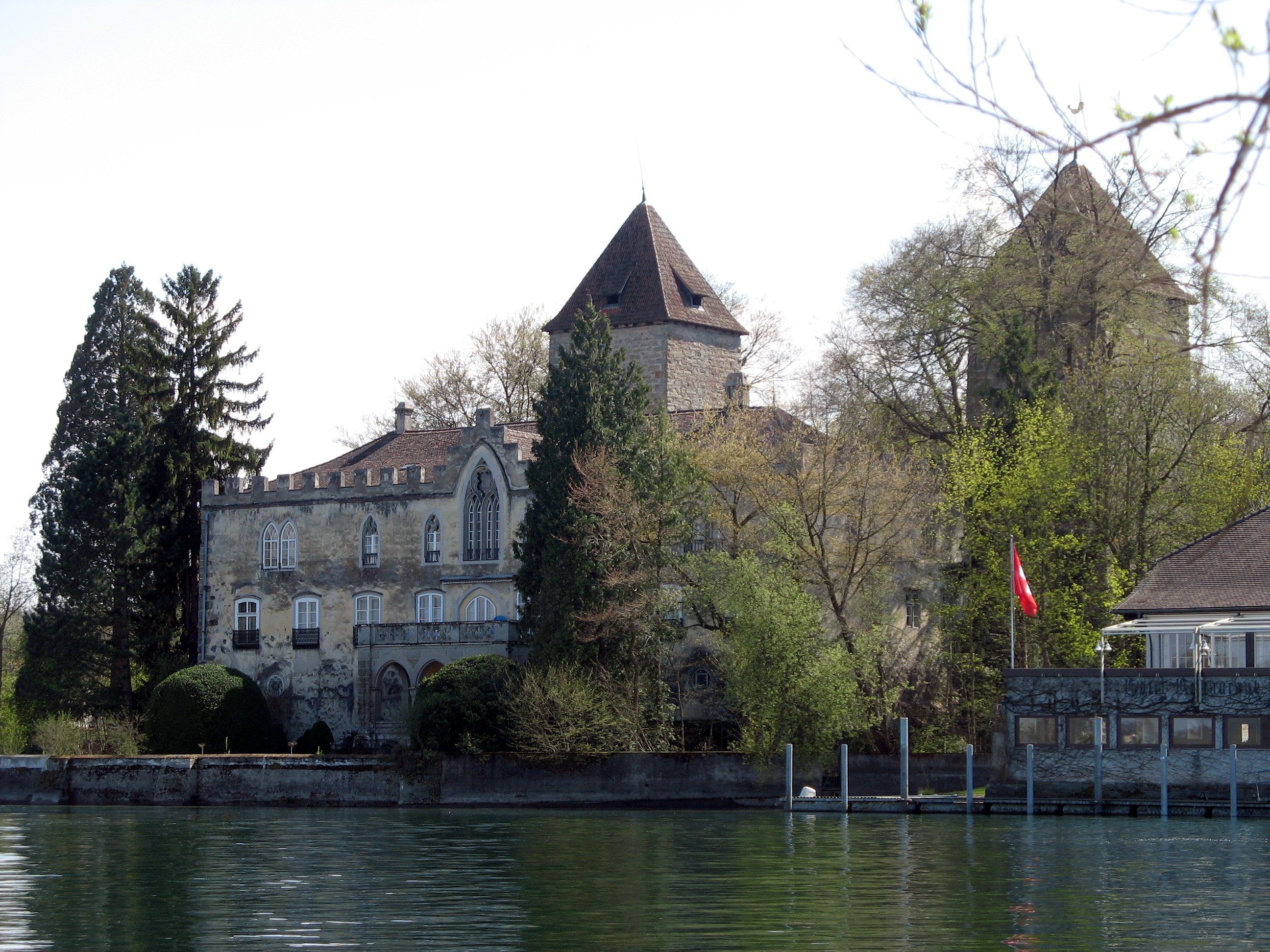
Il castello di Gottlieben

- Castello di Gottlieben, eretto nel 1251 e ricostruito nel 1837[1].

## Società

### Evoluzione demografica
L'evoluzione demografica è riportata nella seguente tabella:
Abitanti censiti

## Amministrazione
Ogni famiglia originaria del luogo fa parte del cosiddetto comune patriziale e ha la responsabilità della manutenzione di ogni bene ricadente all'interno dei confini del comune.

## Infrastrutture e trasporti
Gottlieben è servito dalla stazione di Tägerwilen-Gottlieben sulla ferrovia Sciaffusa-Rorschach.